# Discografia di Takako Ohta

## Album in studio
| Data              | Titolo                | Formati | Formati | Formati |
| ----------------- | --------------------- | ------- | ------- | ------- |
| Data              | Titolo                | CD      | LP      | MC      |
| 25 agosto 1984    | Creamy Takako         |         |         |         |
| 16 dicembre 1984  | Gradation             |         |         |         |
| 25 giugno 1985    | Creamy Takako Special |         |         |         |
| 25 luglio 1985    | Long good-bye         |         |         |         |
| 25 marzo 1986     | 200%                  |         |         |         |
| 25 ottobre 1986   | Want                  |         |         |         |
| 25 maggio 1987    | Pop Station           |         |         |         |
| 25 settembre 1987 | Truth                 |         |         |         |
| 25 aprile 1988    | Here, There, Nowhere  |         |         |         |
| 5 febbraio 1989   | Thanks                |         |         |         |
| 21 ottobre 1989   | Magician              |         |         |         |
| 21 luglio 1990    | Heart of Eyes         |         |         |         |
| 21 ottobre 2021   | Voice of Angel        |         |         |         |

## Raccolte
| Data             | Titolo                        | Formati | Formati | Formati |
| ---------------- | ----------------------------- | ------- | ------- | ------- |
| Data             | Titolo                        | CD      | LP      | MC      |
| 21 dicembre 1985 | Takako Collection             |         |         |         |
| 21 dicembre 1986 | Best Sellection               | 2       |         |         |
| 25 luglio 1987   | Takako Ohta Bestests          |         |         |         |
| 25 giugno 1988   | Diamond Collection            |         |         |         |
| 5 agosto 1988    | Best of Best                  | 2       | 2       | 2       |
| 25 gennaio 1990  | Takako Ohta Vol. 1 Best Pop   |         |         |         |
| 25 gennaio 1990  | Takako Ohta Vol. 2 Best Rock  |         |         |         |
| 21 marzo 1991    | Love, Ya - The Best of Takako |         |         |         |
| 21 dicembre 2000 | Best Collection               |         |         |         |
| 22 dicembre 2004 | Golden Best                   |         |         |         |

## Box set
| Data           | Titolo                                           | Formati | Formati |
| -------------- | ------------------------------------------------ | ------- | ------- |
| Data           | Titolo                                           | CD      | DVD     |
| 29 aprile 2020 | Tokuma Japan Years 1983-1989 CD&DVD Complete Box | 9       | 1       |

## EP
| Data           | Titolo          | Formati | Formati | Formati |
| -------------- | --------------- | ------- | ------- | ------- |
| Data           | Titolo          | CD      | LP      | MC      |
| 25 agosto 1986 | Backseat Lovers |         |         |         |

## Album dal vivo
| Data             | Titolo        | Formati | Formati | Formati |
| ---------------- | ------------- | ------- | ------- | ------- |
| Data             | Titolo        | CD      | LP      | MC      |
| 25 novembre 1985 | Mi-n-na GENKI |         |         |         |

## Album di remix
| Data             | Titolo  | Formati | Formati | Formati |
| ---------------- | ------- | ------- | ------- | ------- |
| Data             | Titolo  | CD      | LP      | MC      |
| 25 febbraio 1989 | Remixes |         |         |         |

## Singoli

### 45 giri
| Data              | A-side                     | B-side                          | Album di provenienza  |
| ----------------- | -------------------------- | ------------------------------- | --------------------- |
| 25 luglio 1983    | Delicate ni sukishite      | Pajama no mama de               | Creamy Takako         |
| 25 settembre 1983 | Bin kan rouge              | Sasayaite jutēmu - Je t' aime - | Creamy Takako         |
| 25 gennaio 1984   | LOVE sarigenaku            | Beautiful shock                 | Creamy Takako         |
| 25 luglio 1984    | Natsu ni awatenaide        | Bijin monogatari                | Creamy Takako         |
| 25 novembre 1984  | Heartbreak Mistake         | Koi wa Hurry Up!                | Gradation             |
| 25 marzo 1985     | Tenshi no mirakuru         | Anata ni ichiban kiku kusuri    | Creamy Takako Special |
| 25 giugno 1985    | Heart no SEASON            | Gāruzu tōku                     | Long good-bye         |
| 25 novembre 1985  | Koi shitara derikashī      | Dancin'Walkin'                  | Mi-n-na GENKI         |
| 25 febbraio 1986  | Wasure China no aoi tori   | Harō MR. Iesutadi               | 200%                  |
| 25 aprile 1987    | Kanjitai Emotion           | Iesunara dakishimete            | Pop Station           |
| 25 luglio 1988    | Machikado no Billy the Kid | Getsuyōbi wa daikirai           | Truth                 |
| 25 maggio 1988    | 1988 - From Tokyo          | Stray Planet                    | Here, There, Nowhere  |
| 5 febbraio 1989   | Hurry Up!                  | Mirai wa kimi no naka ni        | Thanks                |
| 1 giugno 1989     | Girlfriend                 | Thanks                          | Thanks                |

### CD singoli
| Data             | Traccia principale                        | Album di provenienza |
| ---------------- | ----------------------------------------- | -------------------- |
| 31 gennaio 1990  | MAGICIAN ～in the midnight～              | Magician             |
| 21 luglio 1990   | Makenaide ～God Bless You～               | Heart of Eyes        |
| 24 dicembre 2008 | Delicate ni sukishite (21st century ver.) | Nessuno              |
| 13 agosto 2016   | Kono mune ni saku mono                    | Nessuno              |
| 1 ottobre 2018   | Hoshikuzu no raburetā                     | Nessuno              |

## Videografia
| Data             | Titolo                                      | Formati | Formati | Formati   |
| ---------------- | ------------------------------------------- | ------- | ------- | --------- |
| Data             | Titolo                                      | VHS     | Betamax | Laserdisc |
| 25 giugno 1983   | Creamy Takako                               |         |         |           |
| 25 marzo 1984    | Creamy Takako Miracle Live                  |         |         |           |
| 25 febbraio 1986 | Creamy Takako Special                       |         |         |           |
| 25 aprile 1987   | Takako Pop Station                          |         |         |           |
| 25 giugno 1988   | 1988 Takako Live                            |         |         |           |
| 10 gennaio 1988  | Feminin - josei shingā tsukiyo no fantajī - |         |         |           |
| 21 luglio 1989   | Girlfriend                                  |         |         |           |